# Alegeri prezidențiale în Republica Moldova, 2016
Alegerile prezidențiale în Republica Moldova au avut loc pe data de 30 octombrie 2016 pentru turul I și 13 noiembrie 2016 pentru turul al II-lea. A fost pentru prima dată din anul 2000 când Președintele Republicii Moldova a fost ales prin vot direct de cetățeni. 
Posibilitatea organizării alegerilor directe reiese din Hotărârea din 4 martie 2016 a Curții Constituționale, prin care modificările art.78 din Constituția Republicii Moldova din data de 5 iulie 2000 sunt declarate neconstituționale, iar astfel Constituția R.M. se reîntoarce la redacția anterioară modificărilor.
Pentru validarea primului tur de scrutin este necesară participarea a cel puțin 1/3 din numărul cetățenilor înscriși în listele electorale, care a fost atinsă în jurul orei 14:00, conform prezenței la vot.
Fiindcă niciun candidat nu a obținut cel puțin jumătate din voturile alegătorilor care au participat la alegeri, pe 13 noiembrie 2016 s-a organizat al doilea tur cu participarea primilor doi candidați stabiliți în ordinea descreșterii numărului de voturi obținute în primul tur (Igor Dodon și Maia Sandu, primul fiind preferat conform sondajelor). Pentru cel de-al doilea tur nu a fost stabilit un prag minim de participare.

## Candidați
| Candidat           | Funcție | Partid | Statut                                                            |
| ------------------ | --- | --- | ----------------------------------------------------------------- |
| Marian Lupu        | Deputat în Parlamentul Republicii Moldova, președintele Partidului Democrat din Moldova                                               | Partidul Democrat din Moldova | s-a retras din competiția electorală în favoarea Maiei Sandu      |
| Dumitru Ciubașenco | Jurnalist, directorul ziarului „Panorama”                                                                                             | „Partidul Nostru” | înregistrat                                                       |
| Andrei Năstase     | Avocat, activist civic, președintele Partidului „Platforma Demnitate și Adevăr”                                                       | Platforma Demnitate și Adevăr | s-a retras din competiția electorală în favoarea Maiei Sandu      |
| Mihai Ghimpu       | Deputat în Parlamentul Republicii Moldova, președintele Partidului Liberal                                                            | Partidul Liberal | înregistrat                                                       |
| Maia Sandu         | Președintele Partidului Acțiune și Solidaritate                                                                                       | Partidul Acțiune și Solidaritate Susținută de - Andrei Năstase, - Platforma Demnitate și Adevăr, - Partidul Liberal Democrat din Moldova, - Partidul Liberal Reformator, - Partidul Verde Ecologist, - Partidul Democrat din Moldova | înregistrat                                                       |
| Iurie Leancă       | Deputat în Parlamentul Republicii Moldova, președintele Partidului Popular European din Moldova                                       | Partidul Popular European din Moldova | înregistrat                                                       |
| Igor Dodon         | Deputat în Parlamentul Republicii Moldova, președintele Partidului Socialiștilor din Republica Moldova                                | Partidul Socialiștilor din Republica Moldova Susținut de - Partidul Popular Socialist din Moldova, - Partidul Renaștere | înregistrat                                                       |
| Mihai Corj         | Președintele Asociației Obstești Institutul de Creație Legislativă „Lex Scripta”                                                      | candidat independent | s-a retras din cursa electorală                                   |
| Artur Croitor      | Președintele Asociația Businessului Mic și Mijlociu „Lumea Liberă”                                                                    | candidat independent | s-a retras din cursa electorală                                   |
| Ion Dron           | Președintele Centrului de Inițiative și Monitorizare a Autorităților Publice                                                          | candidat independent | înregistrarea respinsă de CEC                                     |
| Valeriu Ghilețchi  | Deputat în Parlamentul Republicii Moldova                                                                                             | candidat independent | înregistrat                                                       |
| Ana Guțu           | Profesor universitar, Universitatea Liberă Internațională din Moldova (ULIM), prim-vicerector ULIM, președintele Partidului „Dreapta” | Partidul „Dreapta” | înregistrat                                                       |
| Oleg Brega         | Jurnalist, activist civic, administrator postului de televiziune virtual Curaj.TV                                                     | candidat independent | s-a retras din cursa electorală                                   |
| Roman Mihăeș       | Analist politic | candidat independent | înregistrarea respinsă de CEC                                     |
| Ilie Rotaru        | | candidat independent | s-a retras din cursa electorală                                   |
| Vitalia Pavlicenco | Președintele Partidului Național Liberal                                                                                              | candidat independent | înregistrarea respinsă de CEC                                     |
| Vadim Brînzan      | | candidat independent | s-a retras din cursa electorală                                   |
| Inna Popenco       | Medic-terapeut, Spitalul raional din Orhei                                                                                            | Mișcarea „Ravnopravie” (Partidul Șor) | înregistrarea a fost anulată prin decizia Curții de Apel Chișinău |
| Silvia Radu        | Consul Onorific al Spaniei în Republica Moldova                                                                                       | candidat independent | înregistrat                                                       |
| Mihail Garbuz      | Președintele Partidului Patrioții Moldovei                                                                                            | Partidul „Patrioții Moldovei” | s-a retras din cursa electorală                                   |
| Anatol Plugaru     | | candidat independent | s-a retras din cursa electorală                                   |
| Vasile Tarlev      | Președintele Congresului Național al Industriașilor și Antreprenorilor din Moldova                                                    | candidat independent | înregistrarea respinsă de CEC                                     |
| Maia Laguta        | Activist civic, președintele Asociației Obștești „Salvgardare”                                                                        | candidat independent | înregistrat                                                       |
| Geta Savițcaia     | | candidat independent | s-a retras din cursa electorală                                   |

## Sondaje de opinie

### Sondaje pentru turul I
| Data efectuării     | Organizație                                                       | Eșantion (persoane) |                 |                 |                |              |             |              |                    | Alții | Indeciși | Avans  |  |      |      |      |      |      |
| Data efectuării     | Organizație                                                       | Eșantion (persoane) | Igor Dodon      | Maia Sandu      | Andrei Năstase | Iurie Leancă | Marian Lupu | Mihai Ghimpu | Dumitru Ciubașenco | Alții | Indeciși | Avans  |  |      |      |      |      |      |
| ------------------- | ----------------------------------------------------------------- | ------------------- | --------------- | --------------- | -------------- | ------------ | ----------- | ------------ | ------------------ | ----- | -------- | ------ |  | ---- | ---- | ---- | ---- | ---- |
| Data efectuării     | Organizație                                                       | Eșantion (persoane) | 17-26 octombrie | Intellect Group | 957            | 42,2%        | 38,0%       |              | 6,7%               | Alții | Indeciși | Avans  |  | 1,1% | 5,4% | 2,4% | 4,2% | 4,2% |
| 9–18 octombrie      | ASDM                                                              | 1.569               | 40,5%           | 13,0%           | 7,8%*          | 4,9%         | 13,2%       | 0,7%         | 4,4%               | 2,7%  | 12,8%    | 27,3%  |  |      |      |      |      |      |
| 6–16 octombrie      | IPP                                                               | 1.109               | 27,0%           | 9,3%            | 8,1%*          | 1,7%         | 7,5%        | 0,8%         | 5,6%               | 5,0%  | 35,0%    | 17,7%  |  |      |      |      |      |      |
| 10–16 octombrie     | Intellect Group                                                   | 910                 | 31,4%           | 14,8%           | 9,3%*          | 6,7%         | 13,9%       | 1,1%         | 5,4%               | 2,7%  | 10,2%    | 16,6%  |  |      |      |      |      |      |
| 23 sept–6 octombrie | Konrad Adenauer Stiftung Moldova                                  | 1.102               | 33,40%          | 26,54%          |                | <5,0%        | 12,20%      | <5,0%        | <5,0%              | <5,0% | 11,42%   | 6,86%  |  |      |      |      |      |      |
| 23 sept–6 octombrie | Konrad Adenauer Stiftung Moldova                                  | 1.102               | 33,74%          |                 | 21,85%         | <5,0%        | 13,00%      | <5,0%        | <5,0%              | <5,0% | 11,42%   | 11,89% |  |      |      |      |      |      |
| 23 sept–6 octombrie | Konrad Adenauer Stiftung Moldova                                  | 1.102               | 32,97%          | 14,34%          | 12,96%         | <5,0%        | 12,49%      | <5,0%        | <5,0%              | <5,0% | 11,42%   | 18,63% |  |      |      |      |      |      |
| 21 sept–8 octombrie | CCSM                                                              | 1.100               | 28,5%           | 15,9%           | 11,9%          | 5,0%         | 12,5%       | 2,0%         | 4,0%               | 4,0%  | 15,7%    | 12,6%  |  |      |      |      |      |      |
| 29 sept–9 octombrie | Intellect Group Arhivat în 15 octombrie 2016, la Wayback Machine. | 1.847               | 33,5%           | 11,5%           | 12,1%          | 7,0%         | 12,7%       | 1,4%         | 4,4%               | 1,9%  | 15,5%    | 20,8%  |  |      |      |      |      |      |
| 28 sept–5 octombrie | ASDM                                                              | 1.161               | 33,9%           | 10,1%           | 12,6%          | 6,8%         | 11,8%       | 0,9%         | 3,8%               | 4,4%  | 15,7%    | 21,3%  |  |      |      |      |      |      |
| 1–23 septembrie     | IRI                                                               | 1.516               | 30%             | 13,5%           | 13%            | 3%           | 12%         | 1%           | 3%                 | 11%   | 14%      | 16,5%  |  |      |      |      |      |      |
| 19–28 septembrie    | Intellect Group                                                   | 2.100               | 30,8%           | 11,3%           | 12,2%          | 6,9%         | 11,8%       | 2,6%         | 4,6%               | 2,1%  | 20,7%    | 18,6%  |  |      |      |      |      |      |
| 14–25 septembrie    | CBS-AXA                                                           | 1.108               | 23,3%           | 7,9%            | 7,7%           | 3,2%         | 7,6%        | 0,4%         | 4,5%               | 6,3%  | 27,5%    | 15,4%  |  |      |      |      |      |      |
| 2–10 septembrie     | ASDM                                                              | 1.179               | 29,0%           | 12,9%           | 11,1%          | 6,5%         | 9,9%        | 1,0%         | 2,9%               | 6,8%  | 12,1%    | 16,1%  |  |      |      |      |      |      |
| 11–24 iunie         | Intellect Group                                                   | 1.800               | 23,8%           | 16,2%           | 9,2%           | 5,4%         | 5,9%        | 1,7%         |                    | 12,5% | 25,3%    | 7,6%   |  |      |      |      |      |      |
| 21 mai–15 iunie     | FOP Arhivat în 16 septembrie 2016, la Wayback Machine.            | 4.626               | 29,0%           | 16,9%           | 10,9%          | 8,1%         | 6,1%        | <1,0%        |                    | 20,1% | 9,1%     | 12,1%  |  |      |      |      |      |      |
| mai                 | NDI                                                               | 1.503               | 20%             | 14%             | 13%            | 5%           | 5%          | 2%           |                    | 17%   | 24%      | 6%     |  |      |      |      |      |      |
| 16–23 aprilie       | IPP Arhivat în 22 iulie 2017, la Wayback Machine.                 | 1.143               | 18,5%           | 12,9%           | 7,7%           | 2,6%         | 2,2%        | <1,0%        |                    | 19,0% | 37,1%    | 5,6%   |  |      |      |      |      |      |
| 1–10 aprilie        | ASDM                                                              | 1.169               | 32,1%           | 17,4%           | 11,9%          | 5,9%         | 4,3%        | <1,0%        |                    | 17,2% | 10,2%    | 14,7%  |  |      |      |      |      |      |
| 11–25 martie        | IRI                                                               | 1.500               | 18%             | 10%             | 12%            | 3%           | 5%          | 1%           |                    | 34%   | 18%      | 6%     |  |      |      |      |      |      |
| 11–20 martie        | Ziarul Timpul și Fondul Opiniei Publice                           | 1.792               | 30,6%           | 16,4%           | 13,4%          | 8,2%         | 5,7%        | <1,0%        |                    | 15,9% | 6,3%     | 14,2%  |  |      |      |      |      |      |

### Sondaje pentru turul II

#### Dodon–Sandu
| Data efectuării | Organizație | Eșantion (persoane) |                |            | Indeciși | Avans |       |       |       |       |       |
| Data efectuării | Organizație | Eșantion (persoane) | Igor Dodon     | Maia Sandu | Indeciși | Avans |       |       |       |       |       |
| --------------- | ----------- | ------------------- | -------------- | ---------- | -------- | ----- | ----- | ----- | ----- | ----- | ----- |
| Data efectuării | Organizație | Eșantion (persoane) | 6–16 octombrie | IPP        | Indeciși | Avans | 1.109 | 40,8% | 24,1% | 35,1% | 16,7% |
| 1–5 noiembrie   | ASDM        | 1.075               | 49,8%          | 39,7%      | 10,5%    | 10,1% |       |       |       |       |       |

#### Dodon–Lupu
| Data efectuării | Organizație | Eșantion (persoane) |                |             | Indeciși | Avans |       |       |       |       |       |
| Data efectuării | Organizație | Eșantion (persoane) | Igor Dodon     | Marian Lupu | Indeciși | Avans |       |       |       |       |       |
| --------------- | ----------- | ------------------- | -------------- | ----------- | -------- | ----- | ----- | ----- | ----- | ----- | ----- |
| Data efectuării | Organizație | Eșantion (persoane) | 6–16 octombrie | IPP         | Indeciși | Avans | 1.109 | 41,2% | 13,2% | 45,6% | 28,0% |

#### Sandu–Lupu
| Data efectuării | Organizație | Eșantion (persoane) |                |             | Indeciși | Avans |       |       |       |       |      |
| Data efectuării | Organizație | Eșantion (persoane) | Maia Sandu     | Marian Lupu | Indeciși | Avans |       |       |       |       |      |
| --------------- | ----------- | ------------------- | -------------- | ----------- | -------- | ----- | ----- | ----- | ----- | ----- | ---- |
| Data efectuării | Organizație | Eșantion (persoane) | 6–16 octombrie | IPP         | Indeciși | Avans | 1.109 | 27,4% | 17,8% | 54,8% | 9,6% |

## Rezultate
Rezultatele turului întâi
     Igor Dodon (47,98%)
     Maia Sandu (38,71%)
     Dumitru Ciubașenco (6,03%)
     Iurie Leancă (3,11%)
     Alți candidați (4,18%)
Rezultatele turului doi
     Igor Dodon (52,11%)
     Maia Sandu (47,89%)
Rezultatele alegerilor prezidențiale din Republica Moldova de la 30 octombrie și 13 noiembrie 2016
| Candidat | Candidat                                 | Partid                                       | Turul întâi | Turul întâi | Turul al doilea | Turul al doilea |
| Candidat | Candidat                                 | Partid                                       | Voturi      | %           | Voturi          | %               |
| --- | ---------------------------------------- | -------------------------------------------- | ----------- | ----------- | --------------- | --------------- |
| | Igor Dodon                               | Partidul Socialiștilor din Republica Moldova | 680.550     | 47,98 %     | 834.081         | 52,11 %         |
| | Maia Sandu                               | Partidul Acțiune și Solidaritate             | 549.152     | 38,71 %     | 766.593         | 47,89 %         |
| | Dumitru Ciubașenco                       | Partidul Nostru                              | 85.466      | 6,03 %      |                 |                 |
| | Iurie Leancă                             | Partidul Popular European din Moldova        | 44.065      | 3,11 %      |                 |                 |
| | Mihai Ghimpu                             | Partidul Liberal                             | 25.490      | 1,80 %      |                 |                 |
| | Valeriu Ghilețchi                        | candidat independent                         | 15.354      | 1,08 %      |                 |                 |
| | Maia Laguta                              | candidat independent                         | 10.712      | 0,76 %      |                 |                 |
| | Silvia Radu                              | candidat independent                         | 5.276       | 0,37 %      |                 |                 |
| | Ana Guțu                                 | Partidul „Dreapta”                           | 2.453       | 0,17 %      |                 |                 |
| Voturi valabil exprimate | Voturi valabil exprimate                 | Voturi valabil exprimate                     | 1.418.518   | 100 %       | 1.600.674       | 100 %           |
| Voturi nule | Voturi nule                              | Voturi nule                                  | 22.216      | 1,54 %      | 13.336          | 0,82 %          |
| Procentul participării alegătorilor | Procentul participării alegătorilor      | Procentul participării alegătorilor          | 1.440.734   | 49,17 %     | 1.614.007       | 53,52 %         |
| Alegători înscriși pe listele electorale | Alegători înscriși pe listele electorale | Alegători înscriși pe listele electorale     | 2.929.679   | 100 %       | 3.018.046       | 100 %           |
| Sursa: Comisia Electorală Centrală: Turul I Arhivat în 25 noiembrie 2020, la Wayback Machine. Turul II Arhivat în 14 noiembrie 2016, la Wayback Machine. |                                          |                                              |             |             |                 |                 |

### Participarea electoratului în turul întâi de scrutin (30 octombrie 2016)
| Unitate Teritorială              | Prezență | Igor Dodon | Maia Sandu | Dumitru Ciubașenco | Iurie Leancă |
| -------------------------------- | -------- | ---------- | ---------- | ------------------ | ------------ |
| Municipiul Bălți                 | 51,29%   | 46,78%     | 17,46%     | 31,83%             | 1,46%        |
| Municipiul Chișinău              | 59,26%   | 39,74%     | 50,71%     | 4,10%              | 2,06%        |
| ↳ Sectorul Botanica              | 54,69%   | 53,46%     | 38,26%     | 4,08%              | 1,72%        |
| ↳ Sectorul Buiucani              | 55,63%   | 45,17%     | 46,02%     | 3,78%              | 2,05%        |
| ↳ Sectorul Centru                | 58,64%   | 43,43%     | 47,10%     | 3,75%              | 2,34%        |
| ↳ Sectorul Ciocana               | 53,79%   | 43,57%     | 48,16%     | 3,56%              | 1,92%        |
| ↳ Sectorul Rîșcani               | 55,97%   | 48,81%     | 42,38%     | 4,18%              | 1,71%        |
| ↳ Suburbia Municipiului Chișinău | 52,64%   | 34,11%     | 55,70%     | 2,86%              | 2,79%        |
| Anenii Noi                       | 47,70%   | 51,54%     | 37,75%     | 3,47%              | 3,45%        |
| Basarabeasca                     | 41,54%   | 55,57%     | 28,77%     | 8,04%              | 3,84%        |
| Briceni                          | 44,50%   | 63,61%     | 18,97%     | 11,44%             | 1,75%        |
| Cahul                            | 42,91%   | 48,01%     | 36,38%     | 3,93%              | 4,48%        |
| Cantemir                         | 40,08%   | 43,20%     | 39,89%     | 3,35%              | 6,56%        |
| Călărași                         | 44,10%   | 36,14%     | 52,87%     | 1,80%              | 3,43%        |
| Căușeni                          | 43,38%   | 52,93%     | 36,07%     | 1,83%              | 4,90%        |
| Cimișlia                         | 41,09%   | 41,75%     | 31,28%     | 2,71%              | 20,70%       |
| Criuleni                         | 50,73%   | 34,99%     | 53,88%     | 2,61%              | 2,99%        |
| Dondușeni                        | 51,11%   | 64,51%     | 20,17%     | 9,79%              | 1,61%        |
| Drochia                          | 47,01%   | 57,68%     | 26,02%     | 10,87%             | 2,05%        |
| Dubăsari                         | 47,04%   | 62,54%     | 30,00%     | 2,86%              | 1,66%        |
| Edineț                           | 49,72%   | 65,03%     | 21,24%     | 6,89%              | 2,51%        |
| Fălești                          | 49,67%   | 57,26%     | 23,93%     | 13,40%             | 1,84%        |
| Florești                         | 46,80%   | 56,86%     | 28,63%     | 7,03%              | 3,29%        |
| Glodeni                          | 45,83%   | 56,18%     | 22,13%     | 12,52%             | 4,99%        |
| Hîncești                         | 41,16%   | 34,23%     | 53,12%     | 2,59%              | 4,28%        |
| Ialoveni                         | 49,67%   | 24,59%     | 66,62%     | 1,71%              | 3,06%        |
| Leova                            | 44,33%   | 45,77%     | 38,45%     | 5,68%              | 3,91%        |
| Nisporeni                        | 42,40%   | 33,88%     | 53,14%     | 1,12%              | 6,52%        |
| Ocnița                           | 51,15%   | 73,51%     | 13,35%     | 8,96%              | 1,36%        |
| Orhei                            | 42,69%   | 37,61%     | 48,49%     | 1,58%              | 5,35%        |
| Rezina                           | 46,35%   | 50,81%     | 35,99%     | 3,37%              | 3,83%        |
| Rîșcani                          | 49,85%   | 61,06%     | 20,93%     | 12,48%             | 2,32%        |
| Sîngerei                         | 45,64%   | 52,85%     | 28,98%     | 10,00%             | 3,05%        |
| Soroca                           | 47,34%   | 60,44%     | 27,99%     | 4,88%              | 3,26%        |
| Strășeni                         | 46,43%   | 32,15%     | 56,80%     | 2,02%              | 3,95%        |
| Șoldănești                       | 48,10%   | 50,89%     | 33,23%     | 4,26%              | 4,77%        |
| Ștefan Vodă                      | 44,86%   | 47,34%     | 41,06%     | 3,00%              | 3,04%        |
| Taraclia                         | 47,59%   | 86,83%     | 3,14%      | 7,21%              | 1,34%        |
| Telenești                        | 46,29%   | 32,34%     | 54,84%     | 2,63%              | 3,81%        |
| Ungheni                          | 48,99%   | 53,30%     | 34,11%     | 3,37%              | 3,35%        |
| UTA Găgăuzia                     | 40,68%   | 91,28%     | 1,16%      | 6,40%              | 0,20%        |
| Voturi din străinătate           | 99,89%   | 11,01%     | 76,30%     | 6,10%              | 2,05%        |
| Total                            | 49,18%   | 47,98%     | 38,71%     | 6,03%              | 3,11%        |

Harta prezenței în turul I la vot pe raion
Rezultatele pentru Igor Dodon în turul I pe raion:      90–100%     80–90%     70–80%     60–70%     50–60%     40–50%     30–40%     20–30%     10–20%
Rezultatele pentru Maia Sandu în turul I pe raion:      70–80%     60–70%     50–60%     40–50%     30–40%     20–30%     10–20%     0–10%
Rezultatele pentru Dumitru Ciubașenco în turul I pe raion:      30–40%     10–20%     0–10%

### Participarea electoratului în turul doi de scrutin (13 noiembrie 2016)
| Unitate Teritorială              | Prezență | Igor Dodon | Maia Sandu |
| -------------------------------- | -------- | ---------- | ---------- |
| Municipiul Bălți                 | 53,22%   | 77,65%     | 22,35%     |
| Municipiul Chișinău              | 66,22%   | 38,64%     | 61,36%     |
| ↳ Sectorul Botanica              | 58,42%   | 56,40%     | 43,60%     |
| ↳ Sectorul Buiucani              | 59,66%   | 47,31%     | 52,69%     |
| ↳ Sectorul Centru                | 62,58%   | 46,14%     | 53,86%     |
| ↳ Sectorul Ciocana               | 57,74%   | 45,78%     | 54,22%     |
| ↳ Sectorul Rîșcani               | 60,04%   | 51,90%     | 48,10%     |
| ↳ Suburbia Municipiului Chișinău | 56,97%   | 35,43%     | 64,57%     |
| Anenii Noi                       | 52,87%   | 56,59%     | 43,41%     |
| Basarabeasca                     | 43,24%   | 63,28%     | 36,72%     |
| Briceni                          | 45,97%   | 76,05%     | 23,95%     |
| Cahul                            | 46,06%   | 51,24%     | 48,76%     |
| Cantemir                         | 41,17%   | 44,99%     | 55,01%     |
| Călărași                         | 46,81%   | 36,02%     | 63,98%     |
| Căușeni                          | 46,84%   | 54,79%     | 45,21%     |
| Cimișlia                         | 42,34%   | 47,02%     | 52,98%     |
| Criuleni                         | 54,06%   | 35,55%     | 64,45%     |
| Dondușeni                        | 52,14%   | 75,44%     | 24,56%     |
| Drochia                          | 48,06%   | 67,65%     | 32,35%     |
| Dubăsari                         | 54,87%   | 68,00%     | 32,00%     |
| Edineț                           | 51,02%   | 73,98%     | 26,02%     |
| Fălești                          | 50,25%   | 71,09%     | 28,91%     |
| Florești                         | 49,35%   | 65,95%     | 34,05%     |
| Glodeni                          | 46,90%   | 70,21%     | 29,79%     |
| Hîncești                         | 43,81%   | 34,46%     | 65,54%     |
| Ialoveni                         | 52,93%   | 24,66%     | 75,34%     |
| Leova                            | 44,83%   | 50,05%     | 49,95%     |
| Nisporeni                        | 44,65%   | 34,14%     | 65,86%     |
| Ocnița                           | 53,71%   | 84,72%     | 15,28%     |
| Orhei                            | 48,24%   | 39,77%     | 60,23%     |
| Rezina                           | 51,89%   | 58,54%     | 41,46%     |
| Rîșcani                          | 51,22%   | 74,04%     | 25,96%     |
| Sîngerei                         | 47,03%   | 62,27%     | 37,73%     |
| Soroca                           | 49,49%   | 66,08%     | 33,92%     |
| Strășeni                         | 49,58%   | 31,61%     | 68,39%     |
| Șoldănești                       | 49,03%   | 57,80%     | 42,20%     |
| Ștefan Vodă                      | 47,66%   | 50,05%     | 49,95%     |
| Taraclia                         | 52,16%   | 96,11%     | 3,89%      |
| Telenești                        | 48,74%   | 33,93%     | 66,07%     |
| Ungheni                          | 50,06%   | 56,96%     | 43,04%     |
| UTA Găgăuzia                     | 50,81%   | 98,89%     | 1,11%      |
| Voturi din străinătate           | 99,95%   | 13,82%     | 86,18%     |
| Total                            | 53,45%   | 52,11%     | 47,89%     |

Harta prezenței în turul II la vot pe raion
Rezultatele pentru Igor Dodon în turul II pe raion:      90–100%     80–90%     70–80%     60–70%     50–60%     40–50%     30–40%     20–30%     10–20%
Rezultatele pentru Maia Sandu în turul II pe raion:      80–90%     70–80%     60–70%     50–60%     40–50%     30–40%     20–30%     10–20%     0–10%

## Veziși
- Alegeri în Republica Moldova